# Pedro Chaves
Pour les articles homonymes, voir Pedro et Chaves.
Pas d'image ? Cliquez ici
Pedro Chaves est un pilote automobile portugais né le 27 février 1965 à Porto (Portugal).

## Biographie
Chaves a remporté le championnat portugais de Formule Ford en 1985 et remporte les championnats de Formule Ford internationale et Britannique en 1987. Il a remporté le Championnat Britannique de F3000 avec l 'équipe Madgwick Motorsport en 1990, il participe également à quelques courses du championnat FIA F3000.
En 1991, il a souffert d'une saison catastrophique en Formule 1, 13 non pré-qualification avec l'équipe Coloni. Après avoir échoué au préalable à se qualifier pour le Grand Prix du Portugal, Chaves quitte l'équipe avec son sponsor.
En 1992, Chaves retourne en F3000, d'abord avec GJ Racing et plus tard dans la saison de passer à l'équipe la plus compétitive Il Barone Rampante, sans aucun résultat. Chaves a ensuite passé trois ans dans le championnat Américain Indy Lights, remportant une course, à Vancouver.

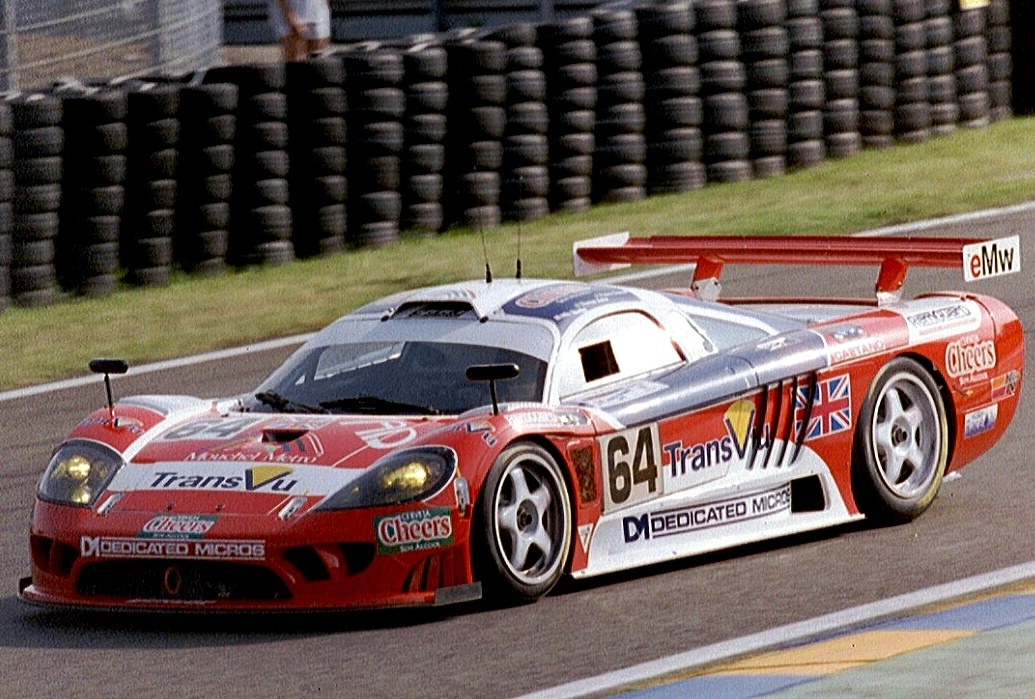
Saleen S7R de Thomas Erdos, Pedro Chaves & Mike Newton lors des 24 heures du Mans 2003.

Depuis, Chaves a remporté deux Championnat du Portugal des rallyes (1999 et 2000; 3e en 2001) avec son ami copilote Sérgio Paiva sur Toyota Corolla WRC (terminant 13e au classement général du rallye national en WRC durant la saison 1998), et le Championnat GT espagnol dans une Saleen S7, avec Miguel Ramos. Il a également couru au 24 heures du Mans et dans le Championnat FIA GT.
En 2005 et 2006, il a participé au championnat du Portugal de rallye avec une Renault Clio S1600.
Chaves s'est depuis retiré de la course automobile et il a été coach pilote du A1 Team Liban. Depuis 2008, il travaille au sein de la A1 Team Portugal, et gère également la carrière de son fils David.

## Résultats en championnat du monde de Formule 1
| Saison | Écurie            | Châssis | Moteur      | Pneus    | GP disputés | Points inscrits | Classement |
| ------ | ----------------- | ------- | ----------- | -------- | ----------- | --------------- | ---------- |
| 1991   | Coloni Racing Srl | C4      | Cosworth V8 | Goodyear | 0           | 0               | n.c.       |